# Alberto Medina
Alberto Medina, född 1983, är en mexikansk fotbollsspelare som spelar för Chiapas FC, utlånad från Puebla FC.